# Шантепи
Шантепи (фр. Chantepie) — коммуна на северо-западе Франции, находится в регионе Бретань, департамент Иль и Вилен, округ Ренн, кантон Ренн-3. Пригород Ренна, расположен к юго-востоку от столицы региона и отделен от него кольцевой автомагистралью N136.
Население (2018) — 10 458 человек. 

## История
Небольшой поселок стал бурно разрастаться со второй половины XX века с развитием агломерации Ренна. Первая волна массового строительства жилья в Шантепи пришлась на 70-е и 80-е годы XX века, когда город раздвинул свои границы на север и запад, выйдя к автомагистрали N136. Юго-восточный промышленный узел Ренна благодаря этому перешел через автомагистраль и частично занял Шантепи. К юго-западу от города располагается крупная торговая зона.
В 2000-е годы в Шантепи началась вторая волна строительства, и город вышел к берегу реки Блон. Было построено 5 кварталов жилых домов с использованием самых современных технологий энергосбережения.

## Достопримечательности
- Церковь Святого Мартина Турского

## Экономика
Структура занятости населения:
- сельское хозяйство — 0,0 %
- промышленность — 12,9 %
- строительство — 4,4 %
- торговля, транспорт и сфера услуг — 57,0 %
- государственные и муниципальные службы — 25,7 %

Уровень безработицы (2018) — 9,6 % (Франция в целом —  13,4 %, департамент Иль и Вилен — 10,4 %). 

Среднегодовой доход на 1 человека, евро (2018) — 23 620 (Франция в целом — 21 730, департамент Иль и Вилен — 22 230).

## Демография
Динамика численности населения, чел.

## Администрация
Пост мэра Шантепи с 2020 года занимает социалист Жиль Дрёлен (Gilles Dreuslin). На муниципальных выборах 2020 года возглавляемый им левый список победил в 1-м туре, получив 52,72 % голосов.
| Период | Период | Фамилия         | Партия                                                 | Примечания               |
| ------ | ------ | --------------- | ------------------------------------------------------ | ------------------------ |
| 1977   | 1993   | Андре Боннен    | Социалистическая партия                                | профессор, доктор химии  |
| 1994   | 1995   | Жан-Луи Бюто    | Разные левые                                           | работник компании SNCF   |
| 1995   | 2008   | Мишель Лоре     | Социалистическая партия                                | работник компании EDF    |
| 2008   | 2020   | Грегори Ле Блон | Демократическое движение Союз демократов и независимых | руководитель компании    |
| 2020   |        | Жиль Дрёлен     | Социалистическая партия                                | территориальный чиновник |

## Города-побратимы
- Обригхайм, Германия
- Кршко, Словения